# Devlin (Rapper)
James Devlin (* 1989 in Dagenham, London), bekannt als Devlin, ist ein britischer Grime-Musiker.

## Biografie
Mit 13 Jahren fing Devlin als MC bei verschiedenen Radiosendern an, wo er von Dogzilla entdeckt und in die O. T. Crew geholt wurde. Sein erstes Mixtape veröffentlichte er 2006 und größere Bekanntheit erlangte er, als Kanye West ein Video von einem Freestyling-Auftritt von ihm in seinem Blog veröffentlichte.
Sein Durchbruch zeichnete sich ab, als er in die Liste Sound of 2010 der BBC, der Expertenprognose für die erfolgreichen Newcomer des folgenden Jahres, aufgenommen wurde. Es führte zu einem Plattenvertrag bei Island Records und zu seiner Debütsingle Brainwashed, die im August 2010 erschien und auf Anhieb unter den Top 40 landete. Sein erstes Album Bud, Sweat and Beers erschien Ende des Jahres und kam auf Platz 21 der Albumcharts.
Devlin wurde bei den MOBO Awards als bester Newcomer nominiert.

## Diskografie
Alben
- Bud, Sweat and Beers (2010)
- A Moving Picture (2013)
- The Devil In (2017)
- The Outcast (2019)

Singles
- Shot Music (feat. Giggs) (2010)
- Brainwashed (2010)
- Runaway (feat. Yasmin, 2010)
- London City (2010)
- Let It Go (feat. Labrinth) (2010)
- Watchtower (feat. Ed Sheeran) (2012)
- Rewind (feat. Diane Birch) (2013)